# Иссории
Иссории (Issoria) — род дневных бабочек из семейства нимфалид.

## Описание
Передние крылья со слегка вогнутым внешним краем. Край задних крыльев волнистый.
Нижняя сторона крыльев с крупными перламутровыми пятнами. Жилки R1, R2 не ветвятся и берут начало от центральной ячейки. Жилки R3, R4, R5 имеют общий ствол, который также начинается от центральной ячейки. На заднем крыле жилка M3 и жилка Cu1 отходят от центральной ячейки из одной точки.
У самцов на передних крыльях андрокониальные поля отсутствуют.

## Список видов
- Issoria baumanni Rebel, 1894
- Issoria cora Lucas
- Issoria cytheris (Drury, 1773)
- Issoria darwini Staudinger
- Issoria eugenia (Eversmann, 1847)
- Issoria hanningtoni (Fruhstorfer, 1909)
- Issoria inca Staudinger
- Перламутровка полевая или Перламутровка блестящая, Issoria lathonia (Linnaeus, 1758)
- Issoria lathonoides Blanchard
- Issoria modesta Blanchard
- Issoria sinha (Kollar)
- Issoria smaragdifera (Butler, 1895)
- Issoria uganda Rob